# Zielim Kocojew
Zielim Olegowicz Kocojew (ur. 9 sierpnia 1998) – rosyjski, ukraiński, a potem azerski judoka. Olimpijczyk z Tokio (2020), gdzie zajął dziewiąte miejsce w wadze półciężkiej oraz mistrz olimpijski z Paryża (2024).
Złoty medalista mistrzostw świata w 2024; brązowy w 2022, 2023 i 2025; uczestnik zawodów w 2018 i 2019. Startował w Pucharze Świata w 2017 i 2022. Zdobył pięć medali na mistrzostwach Europy w latach 2018 - 2025. Złoty medalista uniwersjady w 2017 roku.
Jego ojciec Oleg Kotsoev, reprezentował ZSRR na mistrzostwach świata młodzieży w judo  1983 roku.

## Letnie Igrzyska Olimpijskie 2020
| Konkurencja | Eliminacje                 | Eliminacje             | Klas. końcowa |
| Konkurencja | Przeciwnik I               | Przeciwnik II          | Miejsce       |
| ----------- | -------------------------- | ---------------------- | ------------- |
| 100 kg      | Alexandre Iddir (FRA) Z-wo | Shady El Nahas (CAN) P | 9.            |

## Letnie Igrzyska Olimpijskie 2024
| Konkurencja | Eliminacje            | Eliminacje             | Finały                        | Finały                   | Klas. końcowa |
| Konkurencja | Przeciwnik I          | 1/4                    | 1/2                           | Finał                    | Miejsce       |
| ----------- | --------------------- | ---------------------- | ----------------------------- | ------------------------ | ------------- |
| 100 kg      | Piotr Kuczera (POL) Z | Peter Paltchik (ISR) Z | Muzaffarbek Turoboyev (UZB) Z | Ilia Sulamanidze (GEO) Z | 1.            |